# 梅斯凯尔
梅斯凯尔（法語：Mesquer，法語發音：[mɛskɛʁ]）是法国大西洋卢瓦尔省的一个市镇，属于圣纳泽尔区。

## 地理
梅斯凯尔（47°23'58"N, 2°27'36"W）面积16.72 平方千米，位于法国卢瓦尔河地区大区大西洋卢瓦尔省，该省份为法国西北部沿海省份，位于布列塔尼半岛东南部，北起伊勒-维莱讷省，西北接莫尔比昂省，西临大西洋，南至旺代省，东临曼恩-卢瓦尔省。
与梅斯凯尔接壤的市镇（或旧市镇、城区）包括：阿塞拉克、滨海皮里亚克、圣莫尔夫、拉蒂尔巴勒。
梅斯凯尔的时区为UTC+01:00、UTC+02:00（夏令时）。

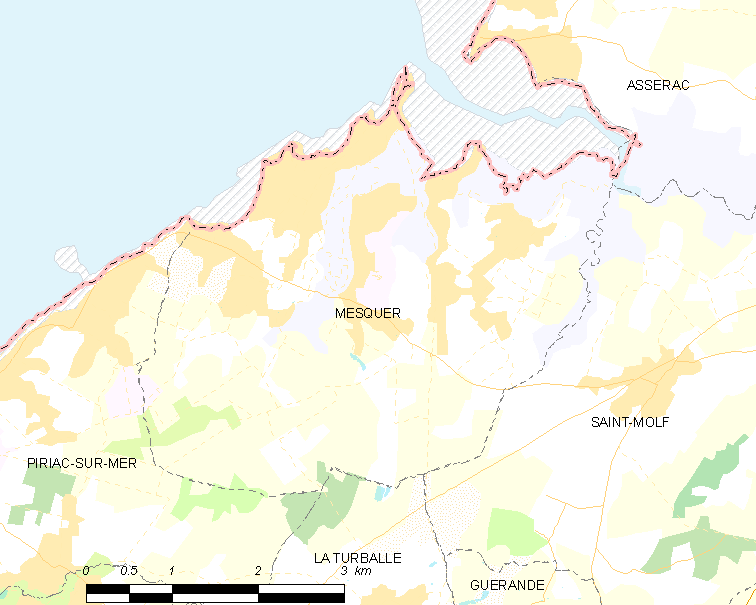
梅斯凯尔的OSM定位图

## 行政
梅斯凯尔的邮政编码为44420，INSEE市镇编码为44097。

## 政治
梅斯凯尔所属的省级选区为盖朗德县。

## 人口

1962-2008年间梅斯凯尔人口变化图示

梅斯凯尔于2022年1月1日时的人口数量为2156人。